# Kiribati aux Jeux paralympiques
Les Kiribati participent pour la première fois aux Jeux paralympiques lors des Jeux paralympiques d'été de 2024 à Paris.  
Les Kiribati sont un petit État insulaire en développement avec une faible population (121 000 personnes) et peu de moyens financiers. Présidé par Tekoaua Tamaroa qui est le chef du service de physiothérapie et le chef du centre de réhabilitation de l'hôpital Tungaru à Bairiki, le Comité national paralympique des Kiribati, dont le quartier-général est à l'hôpital, est admis en 2019 comme membre du Comité international paralympique,,,.
Ongiou Timeon et Karae Tioti doivent représenter les Kiribati aux épreuves d'athlétisme aux Jeux paralympiques d'été de 2020 à Tokyo, mais se trouvent aux Fidji au moment où ce pays suspend tous ses vols en raison de la pandémie de Covid-19 aux Fidji, et les Kiribati sont finalement contraints pour des raisons logistiques de renoncer à participer aux Jeux,,,.
Seul athlète sélectionné par son comité pour les Jeux paralympiques d'été de 2024, Ongiou Timeon y concourt au lancer de poids en catégorie de handicap F11 (athlètes totalement aveugles).